# 15629 Sriner
15629 Sriner este un asteroid din centura principală de asteroizi.

## Descriere
15629 Sriner este un asteroid din centura principală de asteroizi. A fost descoperit pe 29 aprilie 2000 la Socorro, New Mexico, în cadrul proiectului LINEAR. Asteroidul prezintă o orbită caracterizată de o semiaxă mare de 2,70 ua, o excentricitate de 0,11 și o înclinație de 1,2° în raport cu ecliptica.